# Jeanne Portenart
Jeanne Portenart (Sint-Jans-Molenbeek, 31 mei 1911 - 12 juli 1991) was een Belgisch kunstschilder.

## Biografie
Portenart studeerde van 1939 tot 1943 schilderkunst aan het Instituut voor Kunstambachten in Etterbeek waar ze les kreeg van onder andere Phillippot. Van 1941 tot 1943 studeerde ze ook tekenkunst aan de Academie voor Schone Kunsten in Brussel waar ze onder andere les kreeg van Henri van Haelen. Daarnaast heeft ze ook gestudeerd en gewerkt in Frankrijk, Italië, Zwitserland, Marokko en Egypte.
Ze woonde in Wezembeek-Oppem, waar ze ook haar atelier had.

## Stijlkenmerken
Haar vroegere werken bestaan uit composities van figuren en landschappen met een eerder realistisch en impressionistisch karakter. Halverwege de 20e eeuw werd haar stijl steeds abstracter en begon ze figuren en landschappen te schilderen vanuit vereenvoudigde vormen. In sommige schilderijen zijn figuren bijna niet meer herkenbaar en bestaan haar composities uit expressieve en abstracte vlakken met een fel kleurenpalet. Af en toe kun je nog vaag een dier of een landschap herkennen. Er is ook een overgang in haar stijl van dynamische lijnen (La Pantomime, 1957) naar geometrische vlakken (Eclosion, 1966), of een combinatie van beide. Haar kunstwerken bezitten een dromerige en mysterieuze sfeer die doet denken aan het symbolisme en het surrealisme. Daarnaast is haar stijl verwant aan het expressionisme en de lyrische abstractie. Ze maakte vooral schilderijen met olieverf op paneel of karton.

## Tentoonstellingen

### Individuele tentoonstellingen
05/01/1946 – 23/01/1946, 31/03/1951 – 11/04/1951, 26/12/1953 – 06/01/1954, 07/04/1957 – 17/04/1957 en 12/03/1960 – 23/03/1960: Paleis voor Schone Kunsten in Brussel. 
1947: Galerij Jordaens in Gent.
27/06/1959 _ 17/09/1959: Galerie La Proue.
1960: Galerij Ptah in Brussel.
11/05/1962 - 23/05/1962: Galerij de la Madeleine in Brussel. 
1963: Les Bateliers in Brussel.
1965, 1967 en 09/11/1972 – 29/11/1972: Galerij Montjoie in Brussel.
27/01/1968 – 05/02/1968: Galerij Campo in Antwerpen.
14/03/1970 – 31/03/1970: Galerij Nova in Mechelen.
1971: Walter Thompson Gallery in Brussel.
1971: Kursaal in Oostende.
1974: Galerij l’Orangerie in Oostende.
11/01/1981 – 29/01/1981: Centre Rops in Namen.
1987: Panorama 1945 - 1985 in Galerij Albert 1 in Brussel.
16/10/1992 - 22/11/1992: grote retrospectieve in De Kunstkamer in Herentals. 
14/12/2002 - 12/01/2003: Ap-Art Paintings in Knokke-Heist.

### Groepstentoonstellingen
1963: 6 Flemish painters in Drian Gallery in London.
1963: Clartés in Galerie Geraud in Parijs.
1973: Paleis voor Schone Kunsten in Brussel.
1974: Galerij Présences in Brussel.
1974: Galerij Lorelei in Brussel.
1975: Provinciaal Begijnhof in Hasselt. (samen met Berthe Dubail)
- RKD-Nederlands Instituut voor Kunstgeschiedenis: 93773
- Union List of Artist Names: 500180728
- Virtual International Authority File: 150003262